# Ventron
Ventron és un municipi francès, situat al departament dels Vosges i a la regió del Gran Est. L'any 2007 tenia 928 habitants.

## Demografia

### Població
El 2007 la població de fet de Ventron era de 928 persones. Hi havia 392 famílies, de les quals 96 eren unipersonals (52 homes vivint sols i 44 dones vivint soles), 152 parelles sense fills, 124 parelles amb fills i 20 famílies monoparentals amb fills.
La població ha evolucionat segons el següent gràfic:
Habitants censats

### Habitatges
El 2007 hi havia 772 habitatges, 395 eren l'habitatge principal de la família, 342 eren segones residències i 35 estaven desocupats. 538 eren cases i 231 eren apartaments. Dels 395 habitatges principals, 309 estaven ocupats pels seus propietaris, 81 estaven llogats i ocupats pels llogaters i 5 estaven cedits a títol gratuït; 4 tenien una cambra, 18 en tenien dues, 66 en tenien tres, 108 en tenien quatre i 198 en tenien cinc o més. 338 habitatges disposaven pel capbaix d'una plaça de pàrquing. A 173 habitatges hi havia un automòbil i a 186 n'hi havia dos o més.

### Piràmide de població
La piràmide de població per edats i sexe el 2009 era:
| Homes | Edats   | Dones |
| ----- | ------- | ----- |
| 0     | 95 o +  | 0     |
| 0     | 90 a 94 | 4     |
| 0     | 85 a 89 | 0     |
| 4     | 80 a 84 | 12    |
| 8     | 75 a 79 | 16    |
| 20    | 70 a 74 | 20    |
| 28    | 65 a 69 | 12    |
| 12    | 60 a 64 | 48    |
| 16    | 55 a 59 | 20    |
| 20    | 50 a 54 | 24    |
| 56    | 45 a 49 | 16    |
| 44    | 40 a 44 | 68    |
| 48    | 35 a 39 | 44    |
| 20    | 30 a 34 | 24    |
| 32    | 25 a 29 | 32    |
| 4     | 20 a 24 | 16    |
| 52    | 15 a 19 | 32    |
| 64    | 10 a 14 | 48    |
| 36    | 5 a 9   | 52    |
| 12    | 0 a 4   | 24    |

## Economia
El 2007 la població en edat de treballar era de 633 persones, 460 eren actives i 173 eren inactives. De les 460 persones actives 426 estaven ocupades (241 homes i 185 dones) i 34 estaven aturades (20 homes i 14 dones). De les 173 persones inactives 86 estaven jubilades, 40 estaven estudiant i 47 estaven classificades com a «altres inactius».

### Ingressos
El 2009 a Ventron hi havia 393 unitats fiscals que integraven 939,5 persones, la mediana anual d'ingressos fiscals per persona era de 17.112 €.

### Activitats econòmiques
Dels 62 establiments que hi havia el 2007, 1 era d'una empresa extractiva, 9 d'empreses de fabricació d'altres productes industrials, 8 d'empreses de construcció, 9 d'empreses de comerç i reparació d'automòbils, 2 d'empreses de transport, 8 d'empreses d'hostatgeria i restauració, 2 d'empreses financeres, 5 d'empreses immobiliàries, 1 d'una empresa de serveis, 9 d'entitats de l'administració pública i 8 d'empreses classificades com a «altres activitats de serveis».
Dels 13 establiments de servei als particulars que hi havia el 2009, 1 era una oficina de correu, 1 funerària, 1 taller de reparació d'automòbils i de material agrícola, 1 guixaire pintor, 2 fusteries, 2 lampisteries, 1 empresa de construcció, 1 perruqueria, 2 restaurants i 1 agència immobiliària.
Dels 3 establiments comercials que hi havia el 2009, 1 era una fleca, 1 una botiga d'electrodomèstics i 1 una botiga de mobles.
L'any 2000 a Ventron hi havia 11 explotacions agrícoles que ocupaven un total de 189 hectàrees.

## Equipaments sanitaris i escolars
El 2009 hi havia una escola elemental.

## Poblacions properes
El següent diagrama mostra les poblacions més properes.